# Nora Stanton Blatch Barney

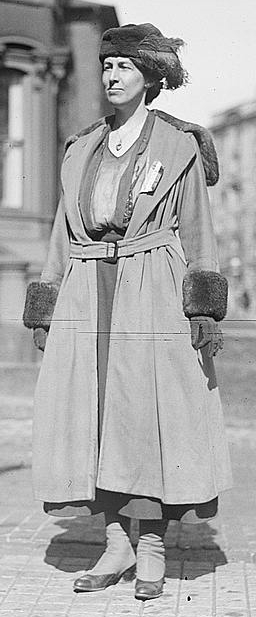
Nora Blatch Barney (1921)

Nora Stanton Blatch Barney (Basingstoke (Hampshire), 30 september 1883 – Greenwich (Connecticut), 18 januari 1971) was een Amerikaans civiel ingenieur, architect en suffragette.

## Biografie
Nora Stanton Blatch was de dochter van William Blatch en Harriot Eaton Stanton Blatch en de kleindochter van Elizabeth Cady Stanton. Nadat haar familie in 1902 van Groot-Brittannië naar de Verenigde Staten waren verhuisd, ging Nora studeren aan de Cornell-universiteit waar ze in 1905 als eerste vrouw een diploma in de civiele techniek behaalde. Ze werkte vervolgens voor de American Bridge Company (1905/06) en aansluitend voor de New York City Board of Water Supply.
Daarnaast nam ze lessen in elektriciteit en wiskunde aan de Columbia-universiteit zodat ze als laboratoriumassistent kon gaan werken voor Lee De Forest, uitvinder van de radiolamp. In 1908 traden ze met elkaar in het huwelijk, waarna ze in zijn bedrijf in New Jersey werkte tot 1909.
Ze hadden een moeizaam huwelijk; hoewel De Forest graag een intelligente vrouw wilde, kon hij maar moeilijk wennen aan haar vooruitstrevende ideeën. Toen ze zwanger was van hun dochter Harriet Stanton De Forest vond Lee dat ze haar carrière maar moest opgeven om moeder en huisvrouw te worden. Dit meningsverschil zorgde ervoor dat ze uit elkaar gingen, om ten slotte in 1911 van hem te scheiden.
Blatch keerde terug naar New York waar ze als assistent ingenieur en leidinggevend tekenaar werkte bij de Radley Steel Contruction Company (1909-12) en daarna voor de New York Public Service Commission. Daarnaast werkte ze parttime als architect op Long Island. In 1919 huwde ze Morgan Barney, een waterbouwkundig architect en verhuisde ze naar Greenwich. Daar werkte ze als vastgoed ontwikkelaar en was ze politiek actief tot aan haar overlijden in 1971.

## Emancipatie
Net als haar moeder en grootmoeder was Nora – naast haar werk in de civiele techniek – zeer actief in de groeiende vrouwenemancipatiebeweging in de Verenigde Staten. Zo had ze tijdens haar studie aan de Cornell-universiteit een suffragettevereniging opgericht, en van 1909 tot 1917 voerde ze stevige campagne voor meer vrouwenrechten in New York. Ze was voorzitter van de Woman's Political Union in 1915, haar moeder opvolgend en was redactrice van het partijblad Women's Political World.